# Autostrada A48 (Franța)
Autostrada A48 este o autostradă care asigură legătura între Lyon și Grenoble. Se conectează la A43 în zona Coiranne (Bourgoin-Jallieu) și se termină la Saint-Égrève, în apropierea centrului orașului Grenoble, la nivelul nodului rutier cu A480. Este supranumită „Autostrada Dauphiné” și este concesionată companiei AREA.

## Banda specializată partajată
O Bandă Specializată Partajată (VSP) a fost amenajată între intrarea în Voreppe (ieșirea 12) și ieșirea Grenoble-Gares (ieșirea 16, acum pe N481). Această bandă, realizată pe banda de urgență, este deschisă dinamic circulației autobuzelor atunci când traficul pe benzile normale este prea lent (viteză sub 50 km/h).
VSP permite menținerea unor performanțe bune pentru transportul public, indiferent de condițiile de trafic. A fost pusă în funcțiune progresiv între 2004 și 2014.

## Istoric
- 1967: Deschiderea tronsonului între La Bastille (ieșirea Grenoble Centre) și Pont-de-Veurey/Voreppe pentru Jocurile Olimpice de la Grenoble.
  - Configurație: 2 × 3 benzi între ramificația cu A480 și fabrica de ciment Vicat din Saint-Égrève, restul traseului în 2 × 2 benzi.
- 1971: Punerea în funcțiune a jumătate din nodul rutier Saint-Égrève-Nord, pe direcția spre Grenoble (2 × 3 benzi).
- 1975:
  - Deschiderea tronsonului între Pont-de-Veurey și A43 la Coiranne, sub concesiunea AREA. Tronson cu taxă.
  - AREA preia și concesiunea tronsonului dintre Pont-de-Veurey și ieșirea Saint-Égrève-Nord, care rămâne gratuit.
  - Deschiderea ieșirii către zona industrială Saint-Martin-le-Vinoux dinspre Grenoble.
- 1982: Completarea nodului Saint-Égrève-Nord pe direcția spre Lyon.
- 1989: Extinderea la 2 × 3 benzi între Saint-Égrève-Nord și Pont-de-Veurey.
- 1991:
  - Deschiderea intrării din zona industrială Saint-Martin-le-Vinoux spre Grenoble.
  - Deschiderea jumătate din nodul rutier Pont d'Oxford pe direcția spre Lyon.
- 1993: Deschiderea nodului rutier Voiron.
- 2011:
  - Pentru realizarea liniei E a tramvaiului din Grenoble, secțiunea dintre nodul cu A480 și Porte de France a fost declasată pe 23 februarie 2011 și a devenit RN 481[1].
- 2014:
  - Punerea în funcțiune a jumătate din nodul rutier Mauvernay (nr. 11), în Pays Voironnais, conectând autostrada cu RD 121.
  - Nodul permite locuitorilor din La Buisse și zonei industriale Centr'Alp să evite folosirea nodurilor Rives sau Voreppe pentru a ajunge la Lyon.
  - Nodul este orientat doar spre Grenoble.
  - Costul lucrărilor: 8 milioane de euro, finanțat de AREA, Pays Voironnais și Consiliul General al Isère[2].
- 2015:
  - Secțiunea Saint-Égrève-Nord – Saint-Égrève-Sud (încă în administrarea statului) este concesionată către AREA, împreună cu A480, în vederea extinderii acesteia.
- 2020:
  - Punerea în funcțiune a unei benzi rezervate vehiculelor cu ocupanți multipli (ex. carpooling) între peajul Voreppe și Saint-Égrève.
  - Această bandă este activată manual de un operator din centrul de control al traficului numai în orele de vârf, pentru a reduce blocajele și poluarea aerului[3][4][5].

## Traseu
| De la A43 până la ieșirea 12, secțiunea este cu taxă, în sistem închis, și concesionată companiei AREA. | |              |
| A43 E70 E711                                                                                            | |              |
| Intersecție                                                                                             | Nod rutier între A43 și A48: Strasbourg, Lyon, Aeroportul Lyon–Saint Exupéry, Bourgoin-Jallieu; Geneva, Chambéry, La Tour-du-Pin. | A43 E70 E711 |
| A48 E711                                                                                                | |              |
| | Zone de odihnă: Ponteray (sens Lyon > Grenoble); Chanses (sens Grenoble > Lyon).                                                  |              |
| | Limitare la 130 km/h (sens Grenoble > Lyon).                                                                                      |              |
| | Col de Rossatière (573 m) |              |
| | Zone de odihnă: Burcin (sens Lyon > Grenoble); Oyeu (sens Grenoble > Lyon).                                                       |              |
| 9 - Rives                                                                                               | Orașe deservite: Vienne, Annonay, La Côte-Saint-André, Aeroportul Grenoble–Isère, Lacul Paladru.                                  |              |
| | Limitare la 130 km/h (sens Lyon > Grenoble).                                                                                      |              |
| | Viaductul Fure. |              |
| | Zone de odihnă: Le Châtelard (sens Lyon > Grenoble); Réaumont (sens Grenoble > Lyon).                                             |              |
| 10 - Voiron                                                                                             | Orașe deservite: Bourg-en-Bresse, Voiron, Les Abrets en Dauphiné, Voiron-Champfeuillet.                                           | RD1076       |
| | Viaductul Morge. |              |
| 11 - Mauvernay                                                                                          | Orașe deservite: Voiron-centru, Moirans, Centr'alp.                                                                               |              |
| Intersecție                                                                                             | Nod rutier între A49 și A48: Marsilia, Valence.                                                                                   | A49 E713     |
| A48 E711 E713                                                                                           | |              |
| | Punctul de taxare Voreppe. |              |
| 12 - Veurey                                                                                             | Orașe deservite: Valence, Autrans, Villard-de-Lans, Voreppe.                                                                      |              |
| | Zone de servicii: L'Île Rose (sens Lyon > Grenoble); Voreppe (sens Grenoble > Lyon).                                              |              |
| De la ieșirea 12 până la A480, secțiunea este gratuită și concesionată companiei AREA.                  | |              |
| 13 - Voreppe                                                                                            | Orașe deservite: Lyon, Voiron, Voreppe (nod rutier parțial).                                                                      |              |
| 14 - Saint-Égrève nord                                                                                  | Orașe deservite: Saint-Égrève, Saint-Égrève-nord, Fontanil-Cornillon, Centru comercial.                                           |              |
| Intersecție                                                                                             | Nod rutier între RN481 și A48: Grenoble-centru, Saint-Martin-le-Vinoux (nod rutier parțial).                                      | RN481        |
| A48 E711                                                                                                | |              |
| A480 E712                                                                                               | |              |